# Knut Olav Rindarøy
Knut Olav Rindarøy (Molde, Noruega, 15 de julio de 1985) es un futbolista noruego  que actualmente milita en el Molde FK.

## Biografía
Rindarøy comenzó su carrera profesional en 2003 en el Molde FK y desde entonces ha sido titular participando en más de 100 ocasiones con el conjunto noruego actuando en el lateral izquierdo del equipo. Su juego desató el interés de numerosos clubs europeos como Everton y Manchester United conjuntos en los que estuvo en un período de prueba.
Tras estas pruebas vuelve a Noruega dónde comenzó su Liga hasta fichar por el Deportivo de la Coruña en agosto del 2010. Tras los pocos minutos de los que dispuso y su difícil adaptación, el 31 de enero de 2011 se anuncia su vuelta al fútbol noruego.

## Selección nacional
Ha sido internacional con la selección de fútbol de Noruega además de un habitual en la selección de fútbol de Noruega sub-21

## Clubes
| Club      | País    | Año       |
| --------- | ------- | --------- |
| Molde FK  | Noruega | 2003-2010 |
| Deportivo | España  | 2010-2011 |
| Molde FK  | Noruega | 2011-     |

## Palmarés

### Campeonatos nacionales
| Título          | Club     | País    | Año  |
| --------------- | -------- | ------- | ---- |
| Copa de Noruega | Molde FK | Noruega | 2005 |
| Tippeligaen     | Molde FK | Noruega | 2011 |
| Tippeligaen     | Molde FK | Noruega | 2012 |

- Datos: Q2713456